# بارادورن سرايشافان
بارادورن سرايشافان (بالتايلندية: ภราดร ศรีชาพันธุ์) هو لاعب كرة مضرب تايلندي.

## وصلات خارجية
- بارادورن سرايشافان على موقع رابطة محترفي التنس (الإنجليزية)
- بارادورن سرايشافان على موقع الاتحاد الدولي لكرة المضرب (الإنجليزية)
- بارادورن سرايشافان على موقع كأس ديفيز (الإنجليزية)
- بارادورن سرايشافان على موقع خلاصة التنس.كوم (الإنجليزية)
- بارادورن سرايشافان على موقع إي إس بي إن.كوم (الإنجليزية)
- بارادورن سرايشافان على موقع اللجنة الأولمبية الدولية (الإنجليزية)
- بارادورن سرايشافان على موقع أوليمبيديا (الإنجليزية)

- الموقع الرسمي للاعب
- معلومات عن اللاعب